# Azteca christopherseni
Azteca christopherseni är en myrart som beskrevs av Auguste-Henri Forel 1912. Azteca christopherseni ingår i släktet Azteca och familjen myror. Inga underarter finns listade.